# Bollène
Bollène is een kleine stad in het Rhônedal in Frankrijk, departement Vaucluse. Sinds 1 januari 2017 behoort de stad tot het arrondissement Carpentras. Ze ligt zo'n 20 km verwijderd van Orange, en 45 km van Avignon. De stad telde op 1 januari 2022 13.871 inwoners.

## Geschiedenis
Bollène lag in de Comtat Venaissin, de pauselijke staat die pas in 1791 een deel van Frankrijk werd.
In de eerste helft van de 12e eeuw werd in Bollène een priorij gesticht. In 1427 werd de priorij geseculariseerd en omgevormd in een kapittel. François de Beaumont, baron van Les Adrets, nam in 1562, tijdens de Hugenotenoorlogen, Bollène in. Hij liet de kapittelkerk Saint-Martin in brand steken en de kanunniken vermoorden. Het jaar erop heroverden katholieke troepen Bollène. De Saint-Martin werd heropgebouwd tussen 1579 en 1585.
In 1952, na een bouw van vier jaar, werd de waterkrachtcentrale van Bollène in gebruik genomen. Zij voorziet jaarlijks meer dan 800.000 huishoudens van stroom.

## Bezienswaardigheden
- Chapelle Notre-Dame-du-Pont
- Chapelle Saint-Ariès
- Chapelle des Récollets
- Collégiale Saint-Martin, kerk uit de 16e eeuw die in 1909 werd beschermd als monument historique
- Fort de Barry
- Hôtel d’Alauzier
- Hôtel de Justamond
- Maison cardinale, gebouw uit de 11e eeuw dat werd aangepast in de 16e, 18e en 19e eeuw en in 1947 werd beschermd als monument historique
- Tour de Bauzon
- Chapelle Saint-Blaise

## Geografie
De oppervlakte van Bollène bedroeg op 1 januari 2022 54,03 vierkante kilometer; de bevolkingsdichtheid was toen 256,7 inwoners per km². Het kanaal Donzère-Mondragon en de Lez lopen door de gemeente.
De onderstaande kaart toont de ligging van Bollène met de belangrijkste infrastructuur en aangrenzende gemeenten.

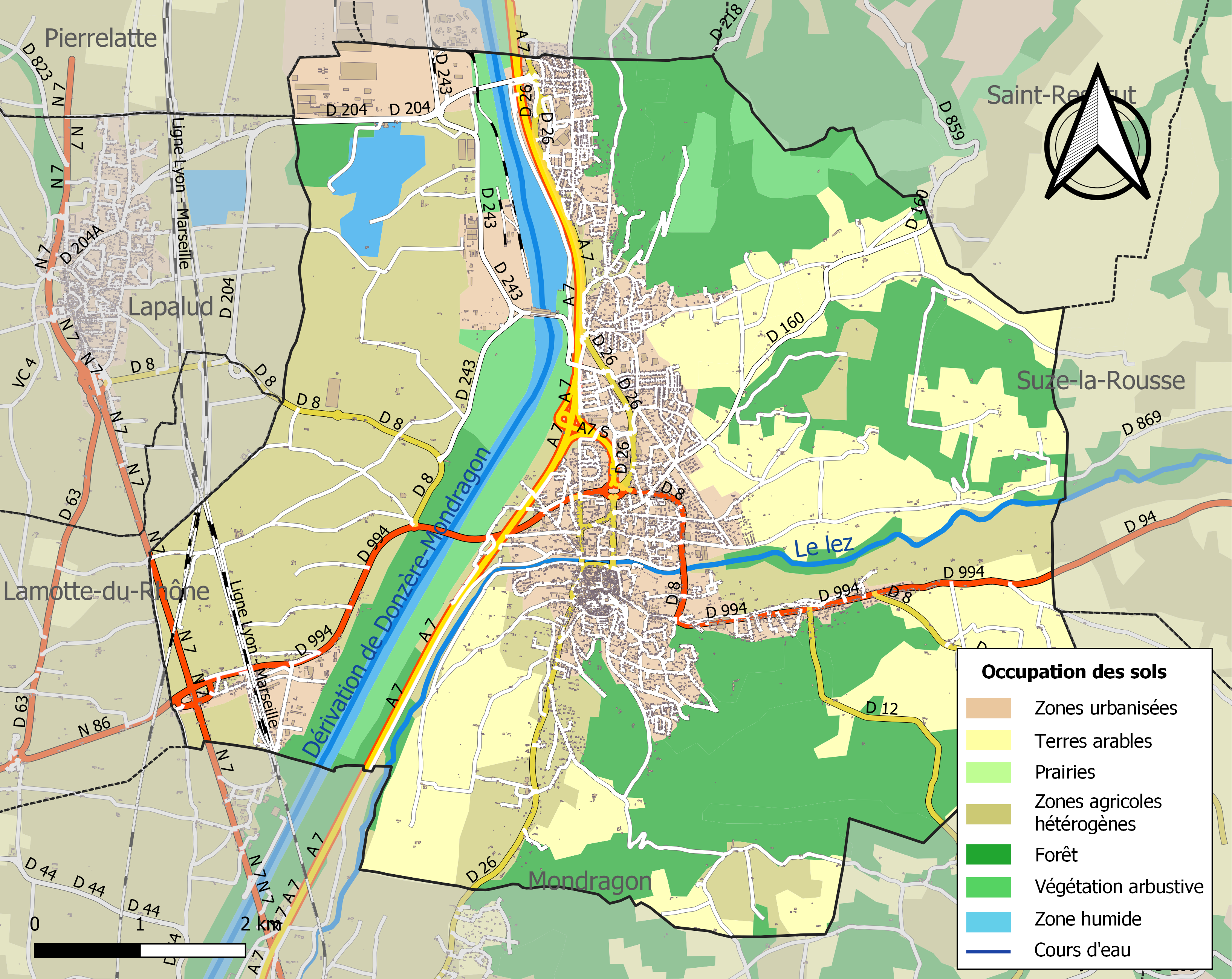

## Demografie
Onderstaande figuur toont het verloop van het inwoneraantal van Bollène vanaf 1962.

Bron: Frans bureau voor statistiek. Cijfers inwoneraantal volgens de definitie population sans doubles comptes (zie de gehanteerde definities)

## Sport
Bollène was op 23 juli 2025 startplaats van een etappe in wielerkoers Ronde van Frankrijk naar Valence. De Italiaan Jonathan Milan won in Valence de etappe in de massasprint.

## Overleden
Bollène is de plaats waar Ivo Van Damme in 1976 verongelukte.